# Hell's Hinges
Hell's Hinges is een Amerikaanse Western uit 1916 onder regie van Charles Swickard, William S. Hart en Clifford Smith. De film werd in 1994 opgenomen in het National Film Registry.

## Rolverdeling
| Acteur               | Personage      |
| -------------------- | -------------- |
| William S. Hart      | Blaze Tracy    |
| Clara Williams       | Faith Henley   |
| Jack Standing        | Robert Henley  |
| Alfred Hollingsworth | Silk Miller    |
| Robert McKim         | Dominee        |
| J. Frank Burke       | Zeb Taylor     |
| Louise Glaum         | Dolly          |
| John Gilbert         | Cowboy         |
| Jean Hersholt        | Man in de stad |